# Brandon Semenuk
Brandon Semenuk, né à Squamish en Colombie Britannique (Canada) le 2 février 1991, est un sportif professionnel de freeride et de VTT de descente canadien. Il est vainqueur à trois reprises du Freeride Mountain Bike World Tour en 2011, 2012 et 2014, détenteur d'une médaille d'argent lors de la toute première épreuve du slopestyle aux X-Games à Munich en 2013, vainqueur à cinq reprises du Red Bull Rampage en 2008, 2016, 2019, 2021, 2024 et vainqueur par cinq fois du Red Bull Joyride.
Habitué du rallye depuis sa jeunesse, poussant à bout sa Subaru sur les chemins de montagnes en allant faire du vélo, ce dernier après de multiples titres fut recruté par Subaru en 2020 aux côtés de Travis Pastrana, formant une équipe.

## Jeunesse
Brandon Semenuk nait et grandit à Whistler,, dans la province canadienne de Colombie Britannique, ville qui est connue comme étant la capitale des sports extrêmes et notamment du VTT de descente, discipline où Brandon va se spécialiser. Il suit ainsi la voie de son grand frère et pratique tout d'abord la discipline du cross-country où il participe à ses premières compétitions dès l'âge de 9 ans. Mais c'est à partir de l'âge de 14 ans qu'il va changer de discipline et migrer vers le VTT freestyle, où les règlements et obligations moins contraignants vont lui permettre de s'épanouir.

## Carrière
Il est vainqueur du Red Bull Joyride en 2011, 2013, 2014, 2015 et 2017.
Semenuk aime également produire et se mettre lui-même en scène dans des vidéos. Il a fait équipe avec Red Bull pour créer une série YouTube appelée « Life Behind Bars », qui le suivait dans ses voyages autour du monde pour pratiquer son sport.
En 2013, il s'écarte des compétitions et décide de rejoindre « Freeride Entertainment » et « Red Bull Media House » pour collaborer sur un plus gros projet de film, nommé Rad Company, et sorti en 2014. Celui-ci consiste à suivre Semenuk ainsi que les coureurs Cam Zink, Graham Agassiz, Cam McCaul, Stevie Smith, Thomas Genon, Ryan Howard, Yannick Granieri au travers de la Colombie Britannique et de l'Utah.
Il est également connu pour ses séries de vidéos : Raw 100, qui le mettent en scène sur un parcours de slopestyle, où seul le bruit de son vélo peut s'entendre.
Il remporte la deuxième édition du Crankworx Rotorua, une compétition de slopestyle, en mars 2016.

## Sponsors
Brandon Semenuk fait actuellement parti de l'équipe Trek. Il est également sponsorisé par Troy Lee Designs, Red Bull, SRAM, RockShox, Avid, Truvativ, Smith, Maxxis, Chromag, MyPakage, Etnies, Dissent, et Evolution Whistler.